# Jhené Aiko

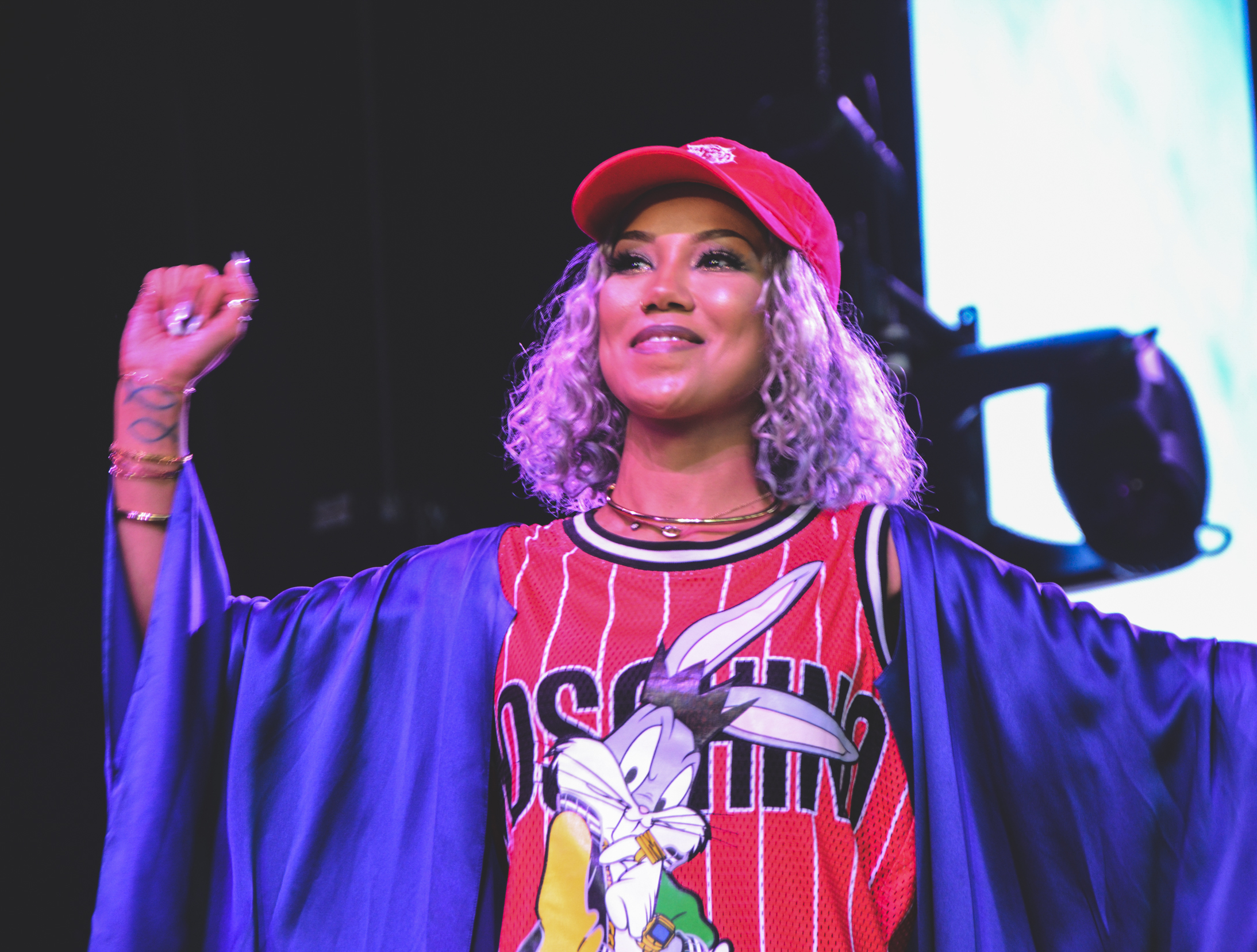
Jhene Aiko bei einem Auftritt in Kanada (2016)

Jhené Aiko (* 16. März 1988 in Los Angeles; vollständiger Name Jhené Aiko Efuru Chilombo) ist eine US-amerikanische R&B-Sängerin.

## Leben und Karriere
Aiko ist die Tochter von Christina Yamamoto und Karamo Chilombo, einem Kinderarzt. Ihre Eltern sind geschieden. Ihre Schwester ist die R&B-Sängerin Mila J. Ihre Mutter ist spanischer, dominikanischer und japanischer Abstammung, ihr Vater indigener, afro-amerikanischer und deutsch-jüdischer Abstammung.
Sie nahm Gesangsunterricht in Culver City, Kalifornien, hörte aber auf, als sie unerwartet schwanger wurde. Im Alter von 20 Jahren brachte sie ein Mädchen, Namiko Love Browner, zur Welt.
Jhené Aiko stammt aus einer musikalischen Familie. Zwei ältere Schwestern von ihr sangen in einer Girlgroup, sie selbst trat als Jugendliche in Musikvideos auf und war Backgroundsängerin unter anderem in den frühen 2000ern für die Boygroup B2K.
Nachdem sie die Schule beendet hatte, veröffentlichte sie 2011 ihr erstes eigenes Mixtape mit dem Titel Sailing Soul(s). Sie hatte die Lieder darauf selbst geschrieben und bekam prominente Unterstützung unter anderem von Drake, Kanye West und Gucci Mane. Sie unterschrieb bei Def Jam einen Plattenvertrag und brachte 2012 die erste Single 3:16 AM heraus. Den Durchbruch brachten ihr im Jahr darauf zwei Kollaborationen. Auf der Single Beware von Big Sean war sie Gastsängerin, sie kam in die Top 40 der US-Charts und erreichte dreifachen Platin-Status. Sogar ein internationaler Charthit wurde From Time von Drake, bei dem sie ebenfalls mitwirkte. Im November veröffentlichte sie die EP Sail Out, die auf Platz 8 der US-Albumcharts einstieg und ihr Gold einbrachte. Darauf enthalten war der Song The Worst, der ihr erster eigener Charthit wurde und sogar ein Millionenseller wurde.
Im September 2014 erschien dann das Debütalbum Souled Out von Jhené Aiko. Es führte die R&B-Charts an und kam auf Platz 3 der offiziellen Charts. Einen weiteren Singlehit brachte es ihr nicht, dafür hatte sie in diesem Jahr noch zwei erfolgreiche Kollaborationen mit Chris Brown und Omarion, die Omarion-Single Post to Be verkaufte sich drei Millionen Mal.
2016 schloss sie sich dann noch einmal mit Big Sean zusammen. Sie nahmen ein gemeinsames Album mit gemeinsam geschriebenen Songs auf, Album- und Projektname waren Twenty88. Das Album erschien Anfang April und brachte sie zum zweiten Mal an die Spitze der R&B-Charts sowie auf Platz 5 der Albumcharts.
Im September 2017 veröffentlichte Jhené Aiko das Album Trip. Auch an diesem Werk wirkte Big Sean mit. Als erste Single wurde While We're Young vorab ausgekoppelt und zusätzlich ein etwa 20-minütiger Kurzfilm veröffentlicht, der Stücke aus dem Album als Soundtrack nutzt. Im Oktober ließ sie sich ein Tattoo von Big Sean auf den linken Arm tätowieren.

## Diskografie
Studioalben

| Jahr | Titel Musiklabel                    | Höchstplatzierung, Gesamtwochen, AuszeichnungChartplatzierungen (Jahr, Titel, Musiklabel, Platzierungen, Wochen, Auszeichnungen, Anmerkungen) | Höchstplatzierung, Gesamtwochen, AuszeichnungChartplatzierungen (Jahr, Titel, Musiklabel, Platzierungen, Wochen, Auszeichnungen, Anmerkungen) | Höchstplatzierung, Gesamtwochen, AuszeichnungChartplatzierungen (Jahr, Titel, Musiklabel, Platzierungen, Wochen, Auszeichnungen, Anmerkungen) | Höchstplatzierung, Gesamtwochen, AuszeichnungChartplatzierungen (Jahr, Titel, Musiklabel, Platzierungen, Wochen, Auszeichnungen, Anmerkungen) | Anmerkungen                              |
| Jahr | Titel Musiklabel                    | CH | UK | US | R&B | Anmerkungen                              |
| ---- | ----------------------------------- | --- | --- | --- | --- | ---------------------------------------- |
| 2014 | Souled Out Def Jam Recordings (UMG) | — | UK23 Silber · (2 Wo.)UK | US3 Platin · (11 Wo.)US | R&B1 (38 Wo.)R&B | Erstveröffentlichung: 8. September 2014  |
| 2017 | Trip Def Jam Recordings (UMG)       | — | UK56 (1 Wo.)UK | US5 Platin · (53 Wo.)US | R&B4 (20 Wo.)R&B | Erstveröffentlichung: 22. September 2017 |
| 2020 | Chilombo Def Jam Recordings (UMG)   | CH72 (1 Wo.)CH | UK13 Silber · (3 Wo.)UK | US2 Platin · (104 Wo.)US | R&B2 (61 Wo.)R&B | Erstveröffentlichung: 6. März 2020       |